# Catorze sants auxiliadors
Els Sants auxiliadors és un grup de catorze sants cèlebres per haver estat particularment eficaços en respondre a les invocacions dels fidels. Són sovint representats en grup, i llur culte és d'origen germànic.

## Llista dels Sants auxiliadors

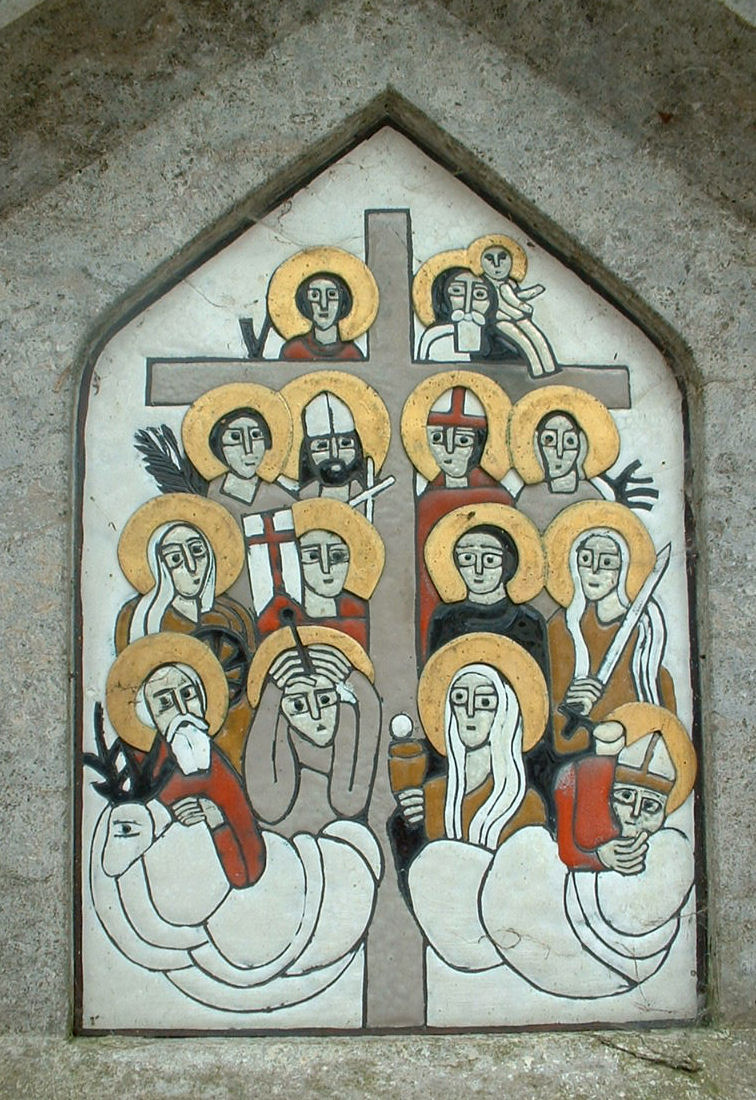
Els catorze auxiliadors amb llurs atributs.

- Sant Acaci (8 de maig): màrtir, invocat contra el mal de cap.
- Santa Bàrbara (4 de desembre): verge i màrtir, invocada contra la febre i la mort sobtada.
- Sant Blai (3 de febrer): bisbe i màrtir, invocat contra el mal de gola i els problemes respiratoris.
- Santa Caterina (25 de novembre): verge i màrtir, invocada contra la mort sobtada.
- Sant Cristòfor (25 de juliol): màrtir, invocat contra la pesta bubònica.
- Sant Ciríac (8 d'agost): diàcon i màrtir, invocat contra la temptació a l'hora de la mort.
- Sant Dionís (9 d'octubre): bisbe i màrtir, invocat contra el mal de cap.
- Sant Erasme (2 de juny): bisbe i màrtir, invocat contra les malalties intestinals.
- Sant Eustaqui (20 de setembre): màrtir, invocat contra els conflictes familiars.
- Sant Jordi (23 d'abril): soldat-màrtir, invocat per aconseguir el guariment d'animals domèstics.
- Sant Gil (1 de setembre): eremita i abat, invocat contra la pesta.
- Santa Margarida (20 de juliol): verge i màrtir, invocada durant els parts.
- Sant Pantaleó (27 de juliol): bisbe i màrtir, invocat pels metges.
- Sant Vit (15 de juny): màrtir, invocat contra l'epilèpsia.

La Mare de Déu invocada com a Maria Auxiliadora també s'inclou sovint en aquest llistat perquè es creu que ella ve a l'ajut d'aquells que la necessiten i l'invoquen.